# Fidel V. Ramos
Pour les articles homonymes, voir Ramos.
Fidel Valdez Ramos, né le 18 mars 1928 à Lingayen (Pangasinan) et mort le 31 juillet 2022 à Makati (Grand Manille), est un général et homme d'État philippin. Il est président du pays de 1992 à 1998.

## Biographie
Fidel V. Ramos sort diplômé de l'Académie militaire des États-Unis de West Point en 1950. Il rejoint l'armée philippine et intègre le 20e bataillon des Forces philippines expéditionnaires en Corée (Philippine Expeditionary Forces to Korea - PEFTOK), qui combat pendant la guerre de Corée. Il est un chef de peloton de reconnaissance de l'infanterie et est l'un des héros de la bataille d'Hill Eerie. 
Bien qu'il fût cousin et chef d'état-major de l'armée du dictateur Ferdinand Marcos, il est l'une des figures les plus importantes des manifestations qui poussent Marcos hors du pouvoir en 1986. Durant la présidence de Corazon Aquino, dont il est secrétaire de la Défense entre 1988 et 1991, il aide à déjouer sept tentatives de coup d'État militaires.
Fidel Ramos est élu président des Philippines le 11 mai 1992, devançant Miriam Defensor Santiago au terme d'un décompte controversé des votes. Il succède à Corazon Aquino le 30 juin 1992 et est alors le premier président philippin à ne pas être de religion catholique romaine, étant méthodiste. Son mandat de six ans s'achève le 30 juin 1998.

## Distinctions
- Docteur honoris causa de l'université Waseda[4]
- Prix Gusi de la Paix, catégorie « Sens politique » en 2006